# Consonante costrittiva
Una consonante costrittiva (o ostruente) è un suono consonantico che viene a originarsi dal flusso d'aria ostruito, causando così un aumento della pressione dell'aria nel tratto vocale. In fonetica articolatoria internazionale, l'articolazione può essere divisa in due grandi classi, costrittiva e sonante.
Le costrittive sono quelle articolazioni in cui vi è una totale chiusura del tratto vocale, oppure una chiusura parziale, ovvero un restringimento che causa frizione, essendo entrambi i gruppi associati ad una componente di rumore.
Le costrittive vengono suddivise in occlusive (con chiusura totale seguita da un rilascio d'aria "esplosivo"), affricate (con all'inizio una chiusura totale simile a un blocco, seguita da un più controllato, rilascio di tipo fricativo, ovvero un restringimento che causa attrito), e fricative (con la chiusura soltanto limitata, cioè non più di un restringimento controllato che causa frizione). Le costrittive sono perlopiù sorde, sebbene siano comuni anche le costrittive sonore. Queste contrastano con le sonanti, le quali sono molto più raramente sorde.